# Erythrodolius scrupulosus
Erythrodolius scrupulosus là một loài tò vò trong họ Ichneumonidae.